# Sultanat von Aceh

Das Sultanat von Aceh während der Herrschaft Iskandar Mudas (1607–1636)

Das Sultanat von Aceh, offizieller Name Keurajeuën Acèh Darussalam (Jawi: كاورجاون اچيه دارالسلام), war ein Sultanat im Norden der Insel Sumatra und bestand zwischen 1511 und 1903. Im 17. Jahrhundert war es die wichtigste muslimische Handelsmacht im Malaiischen Archipel sowie auch ein bedeutendes Zentrum islamischer Mystik. Der Sultanshof befand sich in Kutaraja, dem heutigen Banda Aceh.

## Politische Geschichte
Das Sultanat von Aceh an der Nordspitze Sumatras begann 1511 als Konkurrent des Sultanats von Johor. Unter der Herrschaft von Sultan Iskandar Muda (reg. 1607–1636) erreichte es seine größte Ausdehnung. Iskandar Muda knüpfte Beziehungen zum Osmanischen Reich, von dem er Militärhilfe bekam, konnte den Portugiesen zeitweilig die Kontrolle über die Straße von Malakka entreißen und Teile der Ostküste Sumatras hinzugewinnen. Eine historische Besonderheit von Aceh ist, dass hier zwischen 1641 und 1699 nacheinander vier Frauen als Sultaninnen herrschten. Im 18. und 19. Jahrhundert erlebte das Sultanat einen allmählichen, aber stetigen Niedergang. Zwischen 1873 und 1903 wurde es von den Niederländern im Aceh-Krieg erobert.

## Aceh als Zentrum islamischer Mystik im 17. Jahrhundert
Durch intensive Wallfahrtstätigkeit seiner Gelehrten stand Aceh schon von Anfang an in besonders enger Verbindung zu den Heiligen Stätten in Mekka und Medina. Dadurch gelangten auch sufische Lehren nach Aceh. Zwei verschiedene Lehrrichtungen, Wudschūdiyya und Schuhūdiyya genannt, standen sich hierbei im 17. Jahrhundert gegenüber. Als Wudschūdiyya bezeichnet man die mystische Lehrrichtung, die sich an der panentheistischen Lehre Ibn Arabis orientierte. Sie ging von einer „Einheit des Seins“ (Wahdat al-wudschūd) zwischen Schöpfer und Schöpfung aus. Die Anhänger der Schuhūdiyya dagegen wiesen diese Lehre zurück und meinten, dass die von der Wudschūdiyya angenommene „Einheit des Seins“ nur eine subjektive Wahrnehmung (schuhūd) sei. Die von ihnen vertretene Lehre wurde deshalb als „Einheit der Wahrnehmung“ (wahdat asch-schuhūd) bezeichnet.
Auch das Geschehen am Herrscherhof war von den Auseinandersetzungen zwischen den beiden Parteien bestimmt. Während Iskandar I. Muda mit Schams ad-Dīn Samatrānī einen Vertreter der Wudschūdiyya förderte und ihn als Oberkadi einsetzte, kam unter seinem Nachfolger Iskandar II. (reg. 1637–1641) der aus Gujarat in Indien stammende Wudschūdiyya-Gegner Nūr ad-Dīn ar-Rānīrī zum Zuge. Er ließ die Bücher der Wudschūdiyya-Anhänger Hamza Fansūrī und Samatrānī in Anwesenheit des Sultans vor der Moschee Baiturrahman in Aceh verbrennen und richtete ihre Schüler hin. Ar-Rānīrī hielt vor allem die wudschūditische Lehre von den aʿyān thābita, den Archetypen der existierenden Dinge, die bereits von Anfang an in der Selbstspiegelung der Absoluten Existenz latent enthalten sein sollen, für Ketzerei. Er meinte, dass die Wudschūdīs, indem sie den aʿyān thābita eine eigene Existenz zuschrieben, das islamische Dogma des Tauhīd verletzten. Die Gegner der orthodoxen Lehre wurden mittels Apostasiegesetzgebung mit der Todesstrafe bedroht. Ebenso schloss die Regierung des Sultans chinesische Händler vom Handel aus. Eine portugiesische Gesandtschaft wurde hingerichtet, nachdem sie die Konversion zum Islam abgelehnt hatte.
Im August 1643, nachdem Iskandars II. Witwe Safiyat ud-Din die Herrschaft im Sultanat übernommen hatte, erhielt wieder die andere Partei politisch Oberwasser. Saifurrijal, ein Gelehrter aus Minangkabau, der Schüler des von ar-Rānīrī hingerichteten Kamaluddin war, wurde zum wichtigsten religiösen Berater in Aceh, und ar-Rānīrī fiel in Ungnade. Saifurrijal fiel allerdings einige Zeit später selbst in Ungnade und wurde 1653 unter dem Vorwurf, sich gegen die Sultanin verschworen zu haben, hingerichtet.
Schließlich wurde in den 1660er Jahren der dem Schattāriyya-Orden angehörende Scheich ʿAbd ar-Raʾūf as-Singkilī zum Oberkadi und Mufti am Hof von Aceh berufen, um den Streit zwischen den Wudschūdīs und den Schuhūdīs zu schlichten. Er setzte sich dabei für einen mittleren Weg ein, der auf die religiösen Besonderheiten der Region Rücksicht nahm. Der Schattāriyya-Orden geht auf den aus Gujarat stammenden Scheich Sibghatullāh (st. 1606) zurück, der den Orden Ende des 16. Jahrhunderts in Indien gründete und dann durch Mission im Hedschas internationalisierte. Er spielte bei der Verbreitung des Islams in Sumatra eine sehr wichtige Rolle.

## Liste der Sultane und Sultaninnen von Aceh
- Ali I. Mughayat Syah ca. 1511–1530
- Saladin 1530–1539
- Aladdin I. Ri'ayat Syah al-Qahhar 1539–1571
- Husain Ali Ri'ayat Syah 1571–1579
- Muda 1579
- Zainul Abidin 1579
- Sri Alam 1579
- Aladdin II. Mansur Syah 1579–1585/6
- Buyong 1585/6–1589
- Ri'ayat Syah al-Mukammal 1589–1604
- Ali II. 1604–1607
- Iskandar I. Muda 1607–1636
- Iskandar II. 1637– 15. Februar 1641
- Safiyat ud-Din Taj al-Alam bint Iskandar Muda 1641–1675
- Naqiyat ud-Din Nur al-Alam 1675–1678
- Zaqiyat ud-Din Inayat Shah 1678–1688
- Kamalat Shah Zinat ud-Din 1688–1699
- Badr 1699–1702
- Perkara Alam 1702–1703
- Djamal 1703–1726
- Djawhar 1726
- Shams 1726–1727
- Aladdin III. Ahmad 1727–1735
- Aladdin IV. Shah Jahan 1735–1760
- Mahmud Shah I. 1760–1781
- Badruddin 1764–1785
- Sulayman Shah I. 1775–1781
- Aladdin V. Muhammad 1781–1795
- Aladdin VI. Djawhar 1795–1815, † 1824
- Sharif Saif 1815–1818
- Aladdin VI. Djawhar 1818–1824
- Muhammad I. Shah 1824–1838
- Sulayman Shah II. 1838–1857
- Mansur Shah 1857–1870
- Mahmud Shah II. 1870–1874
- Muhammad II. Daoud Shah 1874–1903

## Belege
1. ↑  Vgl. Wormser: Le Bustan al-Salatin de Nuruddin ar-Raniri. 2012. S. 43.
2. ↑  Vgl. A.H. Johns: The Gift addressed to the spirit of the prophet. Canberra 1965. S. 113f.
3. ↑  Anthony Reid: A History of Southeast Asia - Critical Crossroads. Chichester, 2015, S. 159f
4. ↑  Vgl. Wormser: Le Bustan al-Salatin de Nuruddin ar-Raniri. 2012. S. 44.
5. ↑  Vgl. Wormser: Le Bustan al-Salatin de Nuruddin ar-Raniri. 2012. S. 45.